# Grace Butler

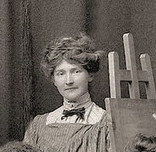
Grace Ellen Butler
(ca. 1909)

Grace Ellen Butler (* 23. Dezember 1886 in Invercargill, Region Southland, Neuseeland; † 23. November 1962 in Wellington, Neuseeland) war eine neuseeländische Malerin.

## Frühes Leben
Grace Ellen Cumming wurde am 23. Dezember 1886 als Tochter der Eheleute Jane Cameron und William Forbes Cumming, Fuhrmann und Bauunternehmer, in Invercargill in der Region Southland geboren. Nach dem Tod ihres Vaters im Jahr 1889 zog die Familie nach Norsewood auf die Nordinsel des Landes. Grace besuchte dort die örtliche Schule und von 1903 bis 1907 die Napier Technical School, wo sie in Kunst unterrichtet wurde und danach auch als Lehrerin arbeitete. 1910 ging sie nach Christchurch, um bei Sydney Thompson an der Canterbury College School of Art studieren zu können. Am Ende ihres ersten Jahres wurde ihr für ihre Leistungen das Advanced Art Scholarship verliehen.

## Ehe
Am 1. März 1911 heiratete sie in Gisborne den Rechtsanwaltsgehilfen aus der Poverty Bay, Guy Raphael Butler, und nahm seinen Namen an. Aus der Ehe gingen drei Kinder hervor.

## Arbeit als Malerin
Sie ließen sich in Christchurch nieder und Grace nahm 1911 ihr Studium an der Canterbury College School of Art wieder auf, das sie 1914 abschloss. Ein Jahr später wurde sie Mitglied in der Canterbury Society of Arts und stellte ab dieser Zeit ihre Werke regelmäßig in den wichtigsten Kunstvereinen Neuseelands aus. Grace hatte sich mit ihrer Malerei auf Landschaftsszenen spezialisiert und erhielt für ihre Werke von der Fachwelt große Anerkennung.
1923 kaufte Grace zusammen mit ihrem Mann eine am Arthur’s Pass gelegene ehemalige Straßenarbeiterhütte, Jack's Hut genannt. Von dort aus nahm sie ihre Malerexpeditionen vor und übernachtete in der Hütte. Grace galt als eine begeisterte Naturforscherin und kannte die Gegend mit ihrer charakteristischen Vegetation genau. Bei ihrer Malerei im Freien, die auf genauer Beobachtung der Natur basierte, musste sie auch oft unter widrigen Wetterbedingungen an abgelegenen Orten arbeiten und mühsame Wanderungen unternehmen.
Grace beschrieb ihre künstlerischen Ziele bei ihren Arbeiten als:

“... an attempt to capture something loved intensely; a response to piled-up clouds, or soft mist breaking the contour of rugged hills...There's an inner vision you yearn to express.”

„... den Versuch, etwas intensiv Geliebtes einzufangen; eine Reaktion auf aufgetürmte Wolken oder sanften Nebel, der die Konturen zerklüfteter Hügel durchbricht... Es gibt eine innere Vision, nach der man sich sehnt.“

Als Sydney Thompson von Frankreich aus Neuseeland besuchte, nahm Grace in den Jahren 1923 bis 1925 an seinen Kursen teil. Sie teilte seine Sicht auf die Pleinairmalerei (Freilichtmalerei), bei der das Verhältnis von Licht zu Ton und Farbe ein entscheidender Faktor für ihre Landschaftsmalerei war. Doch gegen Ende des Jahrzehnts veränderten sich ihre Bilder zunehmen durch impressionistische Einflüsse. Bis Ende der 1920er Jahre waren ihre Blumenstillleben regelmäßig auf Kunstausstellungen zu sehen und bis 1960 stellte sie ihre Werke in der Canterbury Society of Arts aus.
Grace Ellen Butler verstarb am 23. November 1962 in Wellington.